# NGC 130
NGC 130 é uma galáxia elíptica (E-S0) localizada na direcção da constelação de Pisces. Possui uma declinação de +02° 52' 16" e uma ascensão recta de 0 horas, 29 minutos e 18,6 segundos.
A galáxia NGC 130 foi descoberta em 4 de Novembro de 1850 por William Parsons.